# Divisiones Regionales de Fútbol
Le Divisiones Regionales de Fútbol (in spagnolo Divisioni Regionali di Calcio) rappresentano il livello più basso del campionato spagnolo di calcio, subito al di sotto della Tercera Federación, il quinto livello del campionato spagnolo di calcio e l'ultimo a essere gestito dalla federcalcio nazionale iberica. Fino al 2021, prima dell'istituzione della Tercera Federación, le Divisiones Regionales de Fútbol rappresentavano anche la quinta categoria del campionato.  

## Divisione
L'organizzazione delle Divisiones Regionales è garantita dalle 19 federazioni territoriali (una per ciascuna delle comunità autonome della Spagna) che compongono la federazione calcistica della Spagna. Il numero delle divisioni, dei livelli, dei gruppi e delle squadre varia a seconda della comunità.
| Comunità            | Comunità            | Sesta categoria                       | Settima categoria                      | Ottava categoria                     | Nona categoria                       | Decima categoria             |
| ------------------- | ------------------- | ------------------------------------- | -------------------------------------- | ------------------------------------ | ------------------------------------ | ---------------------------- |
| Galizia             | Galizia             | Preferente Galicia 2 gironi           | Primeira Autonómica 5 gironi           | Segunda Autonómica 13 gironi         | Terceira Autonómica 19 gironi        |                              |
| Asturie             | Asturie             | Primera RFFPA                         | Segunda RFFPA 2 gironi                 | Tercera RFFPA 3 gironi               |                                      |                              |
| Cantabria           | Cantabria           | Regional Preferente                   | Primera Regional                       | Segunda Regional 2 gironi            |                                      |                              |
| Paesi Baschi        | Biscaglia           | División de Honor                     | Territorial Preferente                 | Territorial Primera 2 gironi         | Territorial Segunda 2 gironi         | Territorial Tercera 3 gironi |
| Paesi Baschi        | Álava               | División de Honor                     | Primera Regional                       |                                      |                                      |                              |
| Paesi Baschi        | Gipuzkoa            | División de Honor                     | Primera Regional 2 gironi              | Segunda Regional 4 gironi            |                                      |                              |
| Catalogna           | Catalogna           | Lliga Elit                            | Primera Catalana 3 gironi              | Segona Catalana 6 gironi             | Tercera Catalana 17 gironi           | Quarta Catalana 30 gironi    |
| Comunità Valenciana | Comunità Valenciana | Lliga Comunitat 2 gironi              | Primera FFCV 4 gironi                  | Segunda FFCV 4 gironi                | Tercera FFCV 16 gironi               |                              |
| Madrid              | Madrid              | Preferente 2 gironi                   | Primera Aficionados 4 gironi           | Segunda Aficionados 4 gironi         | Tercera Aficionados 16 gironi        |                              |
| Castiglia e León    | Castiglia e León    | Primera División Regional 2 gironi    | Primera División Provincial 12 gironi  | Segunda División Provincial 3 gironi | Tercera División Provincial 2 gironi |                              |
| Andalusia           | Andalusia           | División de Honor 2 gironi            | Primera Andaluza 8 gironi              | Segunda Andaluza 8 gironi            | Tercera Andaluza 13 gironi           |                              |
| Baleari             | Ibiza e Formentera  | Regional Preferente                   |                                        |                                      |                                      |                              |
| Baleari             | Maiorca             | Primera Regional Preferente           | Primera Regional                       | Segunda Regional                     | Tercera Regional 2 gironi            |                              |
| Baleari             | Minorca             | Regional Preferente                   |                                        |                                      |                                      |                              |
| Canarie             | Las Palmas          | Interinsular Preferente de Las Palmas | Primera Regional 2 gironi              | Segunda Regional                     |                                      |                              |
| Canarie             | Tenerife            | Interinsular Preferente de Tenerife   | Primera Interinsular-Tenerife 2 gironi | Segunda Interinsular 2 gruppi        |                                      |                              |
| Murcia              | Murcia              | Territorial Preferente                | Liga Autonómica                        | Primera Territorial                  |                                      |                              |
| Estremadura         | Estremadura         | Primera Regional 4 gironi             | Segunda Regional 5 gironi              |                                      |                                      |                              |
| Navarra             | Navarra             | Primera Autonómica                    | Preferente 2 gironi                    | Primera Regional 3 gironi            |                                      |                              |
| La Rioja            | La Rioja            | Regional Preferente                   |                                        |                                      |                                      |                              |
| Aragona             | Aragona             | Regional Preferente 2 gironi          | Primera Regional 4 gironi              | Segunda Regional 5 gironi            | Segunda Regional B                   | Tercera Regional 3 gironi    |
| Castiglia-La Mancia | Castiglia-La Mancia | Primera División Preferente 2 gironi  | Primera División Autonómica 4 gironi   | Segunda División Autonómica 6 gironi |                                      |                              |
| Ceuta               | Ceuta               | Preferente de Ceuta                   |                                        |                                      |                                      |                              |
| Melilla             | Melilla             | Preferente de Melilla                 |                                        |                                      |                                      |                              |